# Mabel Gay
Mabel Gay Tamayo (Santiago di Cuba, 5 maggio 1983) è una triplista cubana.

## Palmarès
| Anno | Manifestazione      | Sede           | Evento       | Risultato | Prestazione | Note                                     |
| ---- | ------------------- | -------------- | ------------ | --------- | ----------- | ---------------------------------------- |
| 1999 | Mondiali allievi    | Bydgoszcz      | Salto triplo | Oro       | 13,82 m     |                                          |
| 2000 | Mondiali juniores   | Santiago       | Salto triplo | 4ª        | 13,74 m     |                                          |
| 2002 | Mondiali juniores   | Kingston       | Salto triplo | Oro       | 14,09 m     |                                          |
| 2003 | Giochi panamericani | Santo Domingo  | Salto triplo | Oro       | 14,42 m     |                                          |
| 2003 | Mondiali            | Parigi         | Salto triplo | 5ª        | 14,52 m     |                                          |
| 2004 | Mondiali indoor     | Budapest       | Salto triplo | 9ª        | 14,49 m     |                                          |
| 2005 | Campionati CAC      | Nassau         | Salto triplo | Argento   | 13,97 m     |                                          |
| 2005 | Mondiali            | Helsinki       | Salto triplo | 18ª       | 13,83 m     |                                          |
| 2006 | Mondiali indoor     | Mosca          | Salto triplo | 12ª       | 13,93 m     |                                          |
| 2006 | Giochi CAC          | Cartagena      | Salto triplo | Oro       | 14,20 m     |                                          |
| 2007 | Giochi panamericani | Rio de Janeiro | Salto triplo | Bronzo    | 14,26 m     |                                          |
| 2008 | Campionati CAC      | Cali           | Salto triplo | Oro       | 14,19 m     |                                          |
| 2008 | Giochi olimpici     | Pechino        | Salto triplo | 15ª       | 14,09 m     |                                          |
| 2009 | Campionati CAC      | L'Avana        | Salto triplo | Argento   | 14,48 m     |                                          |
| 2009 | Mondiali            | Berlino        | Salto triplo | Argento   | 14,61 m     | Miglior prestazione personale stagionale |
| 2010 | Mondiali indoor     | Doha           | Salto triplo | 5ª        | 14,30 m     |                                          |
| 2011 | Mondiali            | Taegu          | Salto triplo | 4ª        | 14,67 m     | Miglior prestazione personale            |
| 2011 | Giochi panamericani | Guadalajara    | Salto triplo | Bronzo    | 14,28 m     |                                          |
| 2012 | Mondiali indoor     | Istanbul       | Salto triplo | Bronzo    | 14,29 m     |                                          |
| 2013 | Mondiali            | Mosca          | Salto triplo | 5ª        | 14,45 m     | Miglior prestazione personale stagionale |